# インテルナツィオナーレ・ミラノ 2009-10シーズン
インテルナツィオナーレ・ミラノ 2009-10シーズンは、インテルナツィオナーレ・ミラノが主要タイトル三冠を達成したクラブ創設101年目となる2009-10シーズンの成績と所属選手を詳述する。
このシーズンではジョゼ・モウリーニョ監督の下、UEFAチャンピオンズリーグ、セリエA、コッパ・イタリアを制し、3冠（トレブル）を達成。イタリアのサッカーチームとして史上初であり、唯一（2024年現在）の達成となっている。

## シーズン詳細
このシーズンは、ジョゼ・モウリーニョ監督2年目であり、前シーズンはセリエA4連覇を達成している。
夏の移籍市場では、チームのエースストライカーであったズラタン・イブラヒモヴィッチをFCバルセロナのサミュエル・エトー＋移籍金とトレードし、ジェノアCFCからディエゴ・ミリートとティアゴ・モッタ、FCバイエルン・ミュンヘンからルシオ、レアル・マドリードからヴェスレイ・スナイデルを獲得した。
2009年8月8日、中国・北京で行われたスーペルコッパ・イタリアーナでSSラツィオ相手に1-2で敗戦。8月23日のセリエA第1節SSCバーリ戦も1-1と引き分けたが、第2節ACミラン戦では4-0と快勝し、第5節までの4連勝を記録した。第6節で敗北したものの、その後も引き分け挟み7連勝を記録。UEFAチャンピオンズリーググループステージでは、2勝3分1敗でなんとか2位通過を決めた。リーグ戦第15節ユヴェントスFC戦に1-2で敗北するも、第27節まで6分を挟んだ6連勝を記録。コッパ・イタリア準々決勝ではユヴェントスに2-1で勝利しリベンジを果たした。
冬の移籍市場では、北マケドニア代表のゴラン・パンデフを獲得。パトリック・ヴィエラやアレッサンドロ・マンシーニを放出した。
チャンピオンズリーグラウンド16では、チェルシーFCと対戦し2戦合計3-1で突破を決めた。準々決勝ではCSKAモスクワと対戦し2戦合計2-0でベスト4を決めた。準決勝では、前年度王者かつグループステージで1分1敗と負け越していたFCバルセロナと対戦した。第1戦は前半19分に先制されるも、スナイデル、マイコン、ミリートのゴールで逆転勝利を収めた。第2戦では、前半28分にモッタがセルヒオ・ブスケツの顔面をはたいたと判定され、倒れたブスケツは顔を覆った手の隙間から審判の判定をチラ見していたにも関わらず、モッタは退場になり、残り時間を10人で守り切らなければならない状況になってしまった。その後約60分間バルセロナの猛攻を受け、83分にはジェラール・ピケに1点を返されたものの全員で守り切り、2戦合計3-2で決勝進出を果たした。この試合終了後、モウリーニョ監督はカンプ・ノウのピッチを駆け回り、取材では「モッタが退場になった時、バルサのベンチはまるで勝ったかのように騒いでいた」、「生涯で最も美しい敗戦。（FCポルト監督時代の）ＣＬ優勝の経験より上」と喜びを語った。
5月5日に行われたコッパ・イタリア決勝ASローマ戦では1-0で勝利し、1つ目のタイトルを獲得。リーグ戦では第28節から7勝2分2敗の成績で、5月16日の最終節に勝利し5年連続18回目のセリエA優勝を決めた。5月22日にエスタディオ・サンティアゴ・ベルナベウで行われたチャンピオンズリーグ決勝ではFCバイエルン・ミュンヘンと対戦し、ミリートの2ゴールで45年ぶり3度目となる優勝を果たした。
この試合によって、国内リーグ戦（セリエA）、国内カップ戦（コッパ・イタリア）、大陸選手権大会（UEFAチャンピオンズリーグ）を制覇しイタリアのクラブでは史上初となる三冠を達成した。シーズン成績はリーグ戦が38戦24勝10分4敗の勝ち点82の得失点差＋41、全公式戦では、57戦37勝13分7敗で得失点差＋53であった。全公式戦での個人成績は、ディエゴ・ミリートが30ゴール、サミュエル・エトーが16ゴール、アシストではヴェスレイ・スナイデルが15アシスト、マイコンが12アシストを記録。キャプテンであるハビエル・サネッティは55試合でチームトップとなる4950分をプレーした。
なお、決勝戦終了後には選手や会長らと抱擁を交わし、涙を流しながら喜んでいたモウリーニョ監督が辞任を表明。後日、レアル・マドリードが違約金を払い、監督に就任した。

## 所属選手
- [27]

注：選手の国籍表記はFIFAの定めた代表資格ルールに基づく。
| No. | Pos. |              | 選手名                 |
| --- | ---- | ------------ | ---------------------- |
| 1   | GK   | イタリア     | フランチェスコ・トルド |
| 2   | DF   | コロンビア   | イバン・コルドバ       |
| 4   | DF   | アルゼンチン | ハビエル・サネッティ   |
| 5   | MF   | セルビア     | デヤン・スタンコビッチ |
| 6   | DF   | ブラジル     | ルシオ                 |
| 7   | MF   | ポルトガル   | リカルド・クアレスマ   |
| 8   | MF   | イタリア     | ティアゴ・モッタ       |
| 9   | FW   | カメルーン   | サミュエル・エトー     |
| 10  | MF   | オランダ     | ヴェスレイ・スナイデル |
| 11  | MF   | ガーナ       | サリー・ムンタリ       |
| 12  | GK   | ブラジル     | ジュリオ・セザル       |
| 13  | DF   | ブラジル     | マイコン               |

| No. | Pos. |              | 選手名                     |
| --- | ---- | ------------ | -------------------------- |
| 15  | MF   | スロベニア   | レネ・クルヒン             |
| 17  | MF   | ケニア       | マクドナルド・マリガ       |
| 19  | MF   | アルゼンチン | エステバン・カンビアッソ   |
| 21  | GK   | イタリア     | パオロ・オルランドーニ     |
| 22  | FW   | アルゼンチン | ディエゴ・ミリート         |
| 23  | DF   | イタリア     | マルコ・マテラッツィ       |
| 25  | DF   | アルゼンチン | ワルテル・サムエル         |
| 26  | DF   | ルーマニア   | クリスティアン・キヴ       |
| 27  | FW   | 北マケドニア | ゴラン・パンデフ           |
| 39  | DF   | イタリア     | ダビデ・サントン           |
| 45  | FW   | イタリア     | マリオ・バロテッリ         |
| 89  | FW   | オーストリア | マルコ・アルナウトヴィッチ |

## リーグ順位表
| 順 | チーム       | 試 | 勝 | 分 | 敗 | 得 | 失 | 差  | 点 |
| -- | ------------ | -- | -- | -- | -- | -- | -- | --- | -- |
| 1  | インテル (C) | 38 | 24 | 10 | 4  | 75 | 34 | +41 | 82 |
| 2  | ASローマ     | 38 | 24 | 8  | 6  | 68 | 41 | +27 | 80 |
| 3  | ACミラン     | 38 | 20 | 10 | 8  | 60 | 39 | +21 | 70 |
| 4  | サンプドリア | 38 | 19 | 10 | 9  | 49 | 41 | +8  | 67 |

## UEFAチャンピオンズリーグ

### グループステージ
| チーム           | 勝点 | 試合 | 勝 | 分 | 負 | 得 | 失 | 差 |
| ---------------- | ---- | ---- | -- | -- | -- | -- | -- | -- |
| バルセロナ       | 11   | 6    | 3  | 2  | 1  | 7  | 3  | +4 |
| インテル         | 9    | 6    | 2  | 3  | 1  | 7  | 6  | +1 |
| ルビン           | 6    | 6    | 1  | 3  | 2  | 4  | 7  | -3 |
| ディナモ・キーウ | 5    | 6    | 1  | 2  | 3  | 7  | 9  | -2 |

| 2009年9月16日 20:45 UTC+2 1 | インテル | 0 - 0    | バルセロナ | ミラノ、 スタディオ・ジュゼッペ・メアッツァ              |
|                             |          | レポート |            | 観客数: 77,321 主審: ヴォルフガング・シュタルク (ドイツ) |

| 2009年9月29日 20:30 UTC+4 2 | ルビン          | 1 - 1    | インテル            | カザン、チェントラルニ・スタディオン             |
|                             | ドミンゲス 11分 | レポート | スタンコビッチ 27分 | 観客数: 23,670 主審: テリエ・ハウゲ (ノルウェー) |

| 2009年10月20日 20:45 UTC+2 3 | インテル                            | 2 - 2    | ディナモ・キーウ                  | ミラノ、スタディオ・ジュゼッペ・メアッツァ                   |
|                              | スタンコビッチ 35分 · サムエル 47分 | レポート | ミハリク 5分 · ルシオ 40分 (o.g.) | 観客数: 34,721 主審: マーティン・アトキンソン (イングランド) |

| 2009年11月4日 20:45 UTC+1 4 | ディナモ・キーウ    | 1 - 2    | インテル                        | キーウ、ワレリー・ロバノフスキー                     |
|                             | シェフチェンコ 21分 | レポート | ミリート 86分 · スナイデル 89分 | 観客数: 15,900 主審: ベルトラン・ライエク (フランス) |

| 2009年11月24日 20:45 UTC+1 5 | バルセロナ              | 2 - 0    | インテル | バルセロナ、カンプ・ノウ                         |
|                              | ピケ 10分 · ペドロ 26分 | レポート |          | 観客数: 93,524 主審: マッシモ・ブサッカ (スイス) |

| 2009年12月9日 20:45 UTC+1 6 | インテル                      | 2 - 0    | ルビン | ミラノ、スタディオ・ジュゼッペ・メアッツァ         |
|                             | エトー 31分 · バロテッリ 64分 | レポート |        | 観客数: 49,539 主審: ピーター・フィンク (オランダ) |

### ラウンド16
| 2010年2月24日 第1戦 | インテル                                               | 2–1 | チェルシー            | ミラノ                                                    |
|                     | ディエゴ・ミリート 3分 · エステバン・カンビアッソ 55分 |     | サロモン・カルー 51分 | 競技場: スタディオ・ジュゼッペ・メアッツァ 観客数: 78,971 |

| 2010年3月16日 第2戦 | チェルシー | 0–1 (1–3 agg.) | インテル                | ロンドン                                        |
|                     |            |                | サミュエル・エトー 78分 | 競技場: スタンフォード・ブリッジ 観客数: 38,107 |

### 準々決勝
| 2010年3月31日 第1戦 | インテル                | 1–0 | CSKAモスクワ | ミラノ         |
|                     | ディエゴ・ミリート 65分 |     |              | 観客数: 69,398 |

| 2010年4月6日 第2戦 | CSKAモスクワ | 0–1 (0–2 agg.) | インテル                   | モスクワ       |
|                    |              |                | ヴェスレイ・スナイデル 6分 | 観客数: 54,400 |

### 準決勝
| 2010年4月20日 第1戦 | インテル                                                              | 3–1 | バルセロナ  | ミラノ                                                    |
|                     | ヴェスレイ・スナイデル 30分 · マイコン 48分 · ディエゴ・ミリート 61分 |     | ペドロ 19分 | 競技場: スタディオ・ジュゼッペ・メアッツァ 観客数: 79,609 |

| 2010年4月28日 第2戦 | バルセロナ            | 1–0 (2–3 agg.) | インテル | バルセロナ                          |
|                     | ジェラール・ピケ 84分 |                |          | 競技場: カンプ・ノウ 観客数: 96,214 |

### 決勝
| 2010年5月22日 決勝 | FCバイエルン・ミュンヘン | 0–2 | インテル                      | マドリード                                                    |
|                    |                          |     | ディエゴ・ミリート 35分, 70分 | 競技場: エスタディオ・サンティアゴ・ベルナベウ 観客数: 80,354 |

## コッパ・イタリア
| 2010年5月5日 決勝 | インテル                | 1–0      | ASローマ | ローマ                                        |
|                   | ディエゴ・ミリート 39分 | レポート |          | 競技場: スタディオ・オリンピコ 観客数: 55,000 |

## エピソード
- モウリーニョ監督についてスナイデルは、「彼は僕らを上手く扱う術を知っていた。試合の時はあらゆることを要求してくるけど、ピッチを離れれば、何をしても咎められることはなかった。」と語り、さらに「ある時、僕は彼に『アムステルダムに帰るべきだ。今すぐ飛行機に乗れ』と言われたことがあった。僕がミラノにいたから、彼女と遠距離になっていたことを知っていたんだよ。ジョゼは『数日間、会ってこい。金曜日に戻ってきてくれたらいい』と離脱許可をくれたんだ。それでも、僕が『でも、ボス。土曜日には試合がある』と言ったら、『その通りだ。でも、君は私のためにプレーする気になるだろ？』って返してきてね。本当になんて素晴らしいボスだろうと思ったよ。僕とジョゼは最高の関係だった」と、モウリーニョ監督との信頼関係の深さを語っている[28]。
さらにスナイデルは、「エトーはモウリーニョの時代に(望まない)左ウイングでプレーしていたんだ。だけど、次の監督(ベニテス)が来た時に同じポジションでプレーするように頼まれたけど、彼は『嫌だよ、オレはモウリーニョのためにしかあそこ(左ウイング)でやらない』と返していたんだ」「彼と一緒に仕事をすればわかることだけど、彼の23～25人のプレーヤーをマネジメントするやり方は本当に特別なんだ。僕は彼から指導を受けるまで経験したことがないものだったよ」と、モウリーニョは他にはない特別な選手マネジメントを行なっていたとも語っている[29]。
- マイコンは、（チャンピオンズリーグ決勝が行われた）マドリードへの移動日が早まったことをモウリーニョ監督から発表され、「（スペインに）決勝前に３泊もするってこと？あんたクレイジーか？ それだけの時間、何をするのさ？」と反発したが、その後モウリーニョ監督の強い意志を感じ、「OK、監督。行くよ」と応じるというエピソードを明かした[30]。
さらにマイコンは、モウリーニョ監督を退任後の2010年の夏の移籍市場では、結果的に実現しなかったもののレアル・マドリードへの移籍を希望し、このように話した[31]。「モウリーニョは偉大な監督だ。そのことに関しては、誰も反論できないと思う。彼とは最高の関係にある。もう一度、彼の下でプレーできたら良いね」
- キャプテンのサネッティはこのシーズンについて、「強烈で特別な1年で、全てに大きなチャンスだと感じていた。ジョゼは、個性豊かな素晴らしい選手たちをまとめた。」「（優勝は）クラブとサッカーの歴史に残るもの。私にとっては、夢が実現したようなものだったよ」と話している[32]。
- モウリーニョ監督は、インテル就任前や退任後もチェルシーFCやレアル・マドリードなどで世界的なトップ選手らを指揮した。自身が指揮した選手達からのベストイレブンにインテルからは、右SBにサネッティを選出している[33]。
- モウリーニョ監督は、後のASローマ監督時代にモッタが監督を務めるスペツィア・カルチョ、ボローニャFCと対戦している[34]。